# De-Larosière-Bericht
Der De-Larosière-Bericht ist ein Bericht, der von einer Expertengruppe unter Leitung des früheren französischen Zentralbankchefs Jacques de Larosière erstellt wurde. Er wurde vom Präsidenten der Europäischen Kommission José Manuel Barroso unter dem Eindruck der Finanzkrise ab 2007 im Oktober 2008 in Auftrag gegeben und im Februar 2009 veröffentlicht.
Der Bericht fordert eine Reform des europäischen Finanzregulierungssystems. Hierfür schlägt er die Einführung einer wirksamen Aufsichts- und Sanktionsordnung vor, beispielsweise des European Systemic Risk Council, das vom Präsidenten der Europäischen Zentralbank (EZB) geleitet werden und mehrere Vertreter europäischer Zentralbanken sowie Vertreter nationaler Regulierungsbehörden umfassen soll.
Die Marktmissbrauchsrichtlinie und die Marktmissbrauchsverordnung greifen die Empfehlungen des Berichts auf, um ein einheitliches Regelwerk in den Mitgliedstaaten zu schaffen. Auch die Gründung des Europäischen Ausschusses für Systemrisiken geht auf den Bericht zurück. 